# (48631) Hasantufan
(48631) Hasantufan est un astéroïde de la ceinture principale.

## Description
(48631) Hasantufan est un astéroïde de la ceinture principale. Il fut découvert le 26 septembre 1995 à Zelenchukskaya Station par Timur V. Kryachko. Il présente une orbite caractérisée par un demi-grand axe de 2,24 UA, une excentricité de 0,20 et une inclinaison de 4,6° par rapport à l'écliptique.

## Compléments